# Саксонський вал

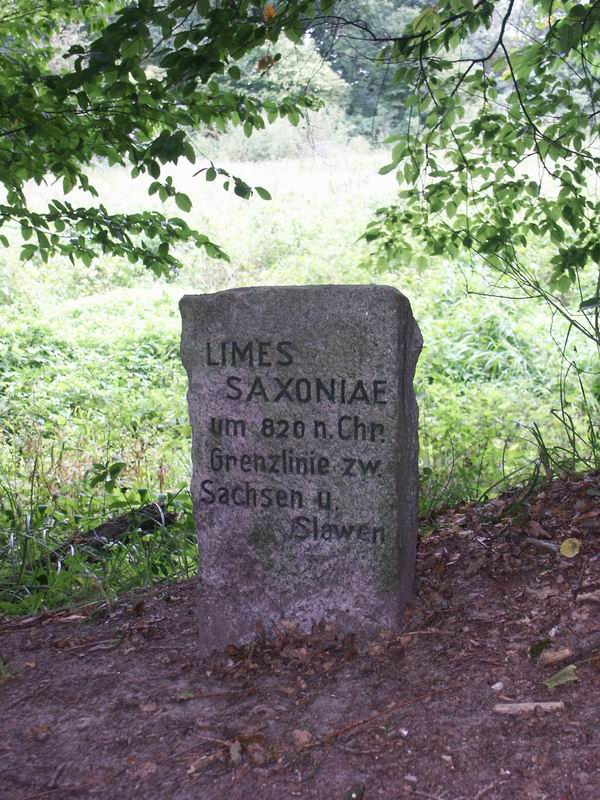
Межовий камінь

Саксонський вал (лат. Limes Saxonicus; нім. Sachsenwall) — східний кордон саксонських володінь, розділяв власне саксів із слов'янськими племенами. Створений був на базі Лужицького валу приблизно у 810 році. Проходив землями сучасного Шлезвіг-Гольштейну.
Після того як Карл I Великий підкорив саксів, він у 811 році підписав мирний договір у Хайлігені з своїми сусідами данцями і в той же час цей договір слугував для визначення кордонів із ободритами. Оскільки дана місцевість немала серйозних укріплень, то розмежування відбулось за природними перешкодами (річки, болота, ліси). Адам Бременський у своїй Gesta Hammaburgensis ecclesiae pontificum писав, що кордон починається від Лаби неподалік від Бойценбуру, далі на північ вздовж річок Білле та Швертін і аж до Кільського фйорду і Балтійського моря.
Цю межу кілька раз порушували ободрити (в 983 та 1086) і польський князь Мєшко II В'ялий (1028 і 1030). Кордон зник під час першої фази переселення німців на схід, коли Генріх фон Бадевіде захопив землі вагрів у 1138/39 і все населення було понімеччине.